# 奈木野美樹
奈木野 美樹（なぎの みき、1994年9月7日 ‐ ）は、キリンプロ大阪オフィスに所属していた日本の元子役。

## 出演

### ビデオパッケージ
- ロボット研究
- 川端少年物語

### CM
- ユニバーサル・スタジオ・ジャパン

### テレビ番組
- クチコミぃ!?〜はじめての晩ごはん〜SP（テレビ大阪）
- たけしの日本教育白書（フジテレビ[注釈 1]）

### 舞台
- 明日への扉〜夢にむかって〜（門真市民文化会館ルミエールホール 小ホール[1]、2006年） - 片平凛 役